# Who Is the Savage?
Who Is the Savage? è un cortometraggio muto del 1913 sceneggiato e diretto da Romaine Fielding.
Fu l'esordio sullo schermo di Belle Bennett, un'attrice che proveniva dal circo, dove aveva lavorato come trapezista.

## Produzione
Il film fu prodotto dalla Lubin Manufacturing Company.

## Distribuzione
Distribuito dalla General Film Company, uscì nelle sale cinematografiche USA il 21 gennaio 1913.